# Curling-Juniorenweltmeisterschaft 2008
Die Curling-Juniorenweltmeisterschaft 2008 wurden vom 1. bis 9. März im schwedischen Östersund ausgetragen.

## Männer

### Teilnehmer
| Land                | Fourth              | Third                 | Second              | Lead             | Alternate                     |
| ------------------- | ------------------- | --------------------- | ------------------- | ---------------- | ----------------------------- |
| Volksrepublik China | Zang Jialiang       | Wang Zi               | Yang Tuo            | Chen Luan        | Ji Yansong                    |
| Dänemark            | Rasmus Stjerne      | Mikkel Krause         | Oliver Dupont       | Troels Harry     | Martin Poulsen                |
| Deutschland         | Daniel Neuner       | Florian Zahler        | Johannes Glaser     | Dominik Greindl  | George Geiger                 |
| Kanada              | William Dion        | Jean-Michel Arsenault | Erik Lachance       | Miguel Bernard   | Alexandre Gauthier-Morissette |
| Norwegen            | Kristian Rolvsfjord | Steffen Walstad       | Steffen Mellemseter | Markus Høiberg   | Joacim Suther                 |
| Schottland          | Glen Muirhead       | Scott MacLeod         | Scott Andrews       | Gordon McDougall | David Read                    |
| Schweden            | Oskar Eriksson      | Henric Jonsson        | Markus Franzen      | Nils Karlsson    | Markus Eriksson               |
| Schweiz             | Manuel Ruch         | Claudio Pätz          | Daniel Graf         | Joel Greiner     | Florian Meiskr                |
| Tschechien          | Krystof Chaloupek   | Michal Vojtus         | Martin Hejhal       | David Jirounek   | Jakub Bares                   |
| Vereinigte Staaten  | Chris Plys          | Aanders Brorson       | Matthew Perushek    | Matt Hamilton    | Daniel Plys                   |

### Round Robin
| Platz | Team                | Spiele | Siege | Ndlg. |
| ----- | ------------------- | ------ | ----- | ----- |
| 1.    | Kanada              | 9      | 7     | 2     |
| 2.    | Schweden            | 9      | 7     | 2     |
| 3.    | Vereinigte Staaten  | 9      | 7     | 2     |
| 4.    | Norwegen            | 9      | 5     | 4     |
| 5.    | Schweiz             | 9      | 5     | 4     |
| 6.    | Deutschland         | 9      | 4     | 5     |
| 7.    | Dänemark            | 9      | 4     | 5     |
| 8.    | Volksrepublik China | 9      | 3     | 6     |
| 9.    | Schottland          | 9      | 2     | 7     |
| 10.   | Tschechien          | 9      | 1     | 8     |

Im Entscheidungsspiel um den Einzug in die Playoffrunde besiegte Norwegen die Schweiz mit 9 zu 6.

### Playoffs
|  | Page-Playoffs | Page-Playoffs      | Page-Playoffs |                    |   | Halbfinale | Halbfinale | Halbfinale |   |  | Finale | Finale             | Finale |
|  |               |                    |               |                    |   |            |            |            |   |  |        |                    |        |
|  | 1             | Kanada             | 6             |                    |   |            |            |            |   |  | 2      | Schweden           | 5      |
|  | 2             | Schweden           | 9             |                    |   |            |            |            |   |  | 3      | Vereinigte Staaten | 7      |
|  | 2             | Schweden           | 9             |                    | 1 | Kanada     | 6          |            |   |  | 3      | Vereinigte Staaten | 7      |
|  |               |                    |               |                    |   |            | 6          |            |   |  |        |                    |        |
|  |               |                    | 3             | Vereinigte Staaten | 8 |            |            |            |   |  |        |                    |        |
|  | 3             | Vereinigte Staaten | 3             | Vereinigte Staaten | 8 | 7          | 1          | Kanada     | 5 |  |        |                    |        |
|  | 3             | Vereinigte Staaten |               |                    |   |            | 1          | Kanada     | 5 |  |        |                    |        |
|  | 4             | Norwegen           | 3             |                    |   |            |            |            |   |  | 4      | Norwegen           | 3      |

### Endstand
| Platz | Land                |
| ----- | ------------------- |
| 1     | Vereinigte Staaten  |
| 2     | Schweden            |
| 3     | Kanada              |
| 4     | Norwegen            |
| 5     | Schweiz             |
| 6     | Deutschland         |
| 7     | Dänemark            |
| 8     | Volksrepublik China |
| 9     | Schottland          |
| 10    | Tschechien          |

## Frauen

### Teilnehmerinnen
| Land               | Fourth              | Third               | Second               | Lead                 | Alternate          |
| ------------------ | ------------------- | ------------------- | -------------------- | -------------------- | ------------------ |
| Dänemark           | Madeleine Dupont    | Jeanne Ellegaard    | Mona Sylvest Nielsen | Lisa Sylvest Nielsen | Ivana Bratic       |
| Deutschland        | Frederike Templin   | Pia-Lisa Schöll     | Ann-Kathrin Bastian  | Simone Ackermann     | Sandra Gollinger   |
| Japan              | Satsuki Fujisawa    | Shiori Fujisawa     | Yui Okabe            | Madoka Shinoo        | Yukina Furuse      |
| Kanada             | Kaitlyn Lawes       | Jenna Loder         | Liz Peters           | Sarah Wazney         | Mary Jane McKenzie |
| Norwegen           | Anneline Skårsmoen  | Kjersti Husby       | Eli Moen Skaslien    | Hanne Munkvold       | Rita Nerlien       |
| Russland           | Ljudmila Priwiwkowa | Margarita Fomina    | Jekaterina Galkina   | Julia Svetova        | Daria Kozlova      |
| Schottland         | Eve Muirhead        | Kerry Barr          | Vicki Adams          | Sarah MacIntyre      | Key Adams          |
| Schweden           | Cecilia Östlund     | Sara Carlsson       | Anna Domeij          | Lotta Lennartsson    | Emma Berg          |
| Schweiz            | Michèle Jäggi       | Marisa Winkelhausen | Nicole Schwägli      | Isobel Kurt          | Gioia Oechsle      |
| Vereinigte Staaten | Nina Spatola        | Becca Hamilton      | Anna Plys            | Jenna Haag           | Karlie Koenig      |

### Round Robin
| Platz | Team               | Spiele | Siege | Ndlg. |
| ----- | ------------------ | ------ | ----- | ----- |
| 1.    | Schweden           | 9      | 7     | 2     |
| 2.    | Schottland         | 9      | 7     | 2     |
| 3.    | Russland           | 9      | 6     | 3     |
| 4.    | Kanada             | 9      | 5     | 4     |
| 5.    | Dänemark           | 9      | 5     | 4     |
| 6.    | Schweiz            | 9      | 4     | 5     |
| 7.    | Japan              | 9      | 3     | 6     |
| 8.    | Vereinigte Staaten | 9      | 3     | 6     |
| 9.    | Norwegen           | 9      | 3     | 6     |
| 10.   | Deutschland        | 9      | 2     | 7     |

Kanada gewann das Entscheidungsspiel gegen Dänemark um den Einzug in die Playoffs 10 zu 7.

### Playoffs
|  | Page-Playoffs | Page-Playoffs | Page-Playoffs |          |   | Halbfinale | Halbfinale | Halbfinale |   |  | Finale | Finale     | Finale |
|  |               |               |               |          |   |            |            |            |   |  |        |            |        |
|  | 1             | Schweden      | 8             |          |   |            |            |            |   |  | 1      | Schweden   | 3      |
|  | 2             | Schottland    | 2             |          |   |            |            |            |   |  | 2      | Schottland | 12     |
|  | 2             | Schottland    | 2             |          | 2 | Schottland | 7          |            |   |  | 2      | Schottland | 12     |
|  |               |               |               |          |   |            | 7          |            |   |  |        |            |        |
|  |               |               | 3             | Russland | 6 |            |            |            |   |  |        |            |        |
|  | 3             | Russland      | 3             | Russland | 6 | 7          | 3          | Russland   | 8 |  |        |            |        |
|  | 3             | Russland      |               |          |   |            | 3          | Russland   | 8 |  |        |            |        |
|  | 4             | Kanada        | 5             |          |   |            |            |            |   |  | 4      | Kanada     | 9      |

### Endstand
| Platz | Land               |
| ----- | ------------------ |
| 1     | Schottland         |
| 2     | Schweden           |
| 3     | Kanada             |
| 4     | Russland           |
| 5     | Dänemark           |
| 6     | Schweiz            |
| 7     | Japan              |
| 8     | Vereinigte Staaten |
| 9     | Norwegen           |
| 10    | Deutschland        |